# 桃岭乡
桃岭乡，是中华人民共和国安徽省六安市金寨县下辖的一个乡镇级行政单位。

## 行政区划
桃岭乡下辖以下地区：
桃岭村、龙潭村、高湾村、东冲村、赵院村、桐岗村、牌坊村和金桥村。